# 乔治·H·W·布什总统图书馆暨博物馆
乔治·H·W·布什总统图书馆暨博物馆（George H. W. Bush Presidential Library and Museum）是第41任美国总统乔治·H·W·布什的总统图书馆也是其最終安息地，位于得克萨斯州大学城得克萨斯州A&M大学西校区，占地90-英畝（360,000-平方），由国家档案和记录管理局管理。

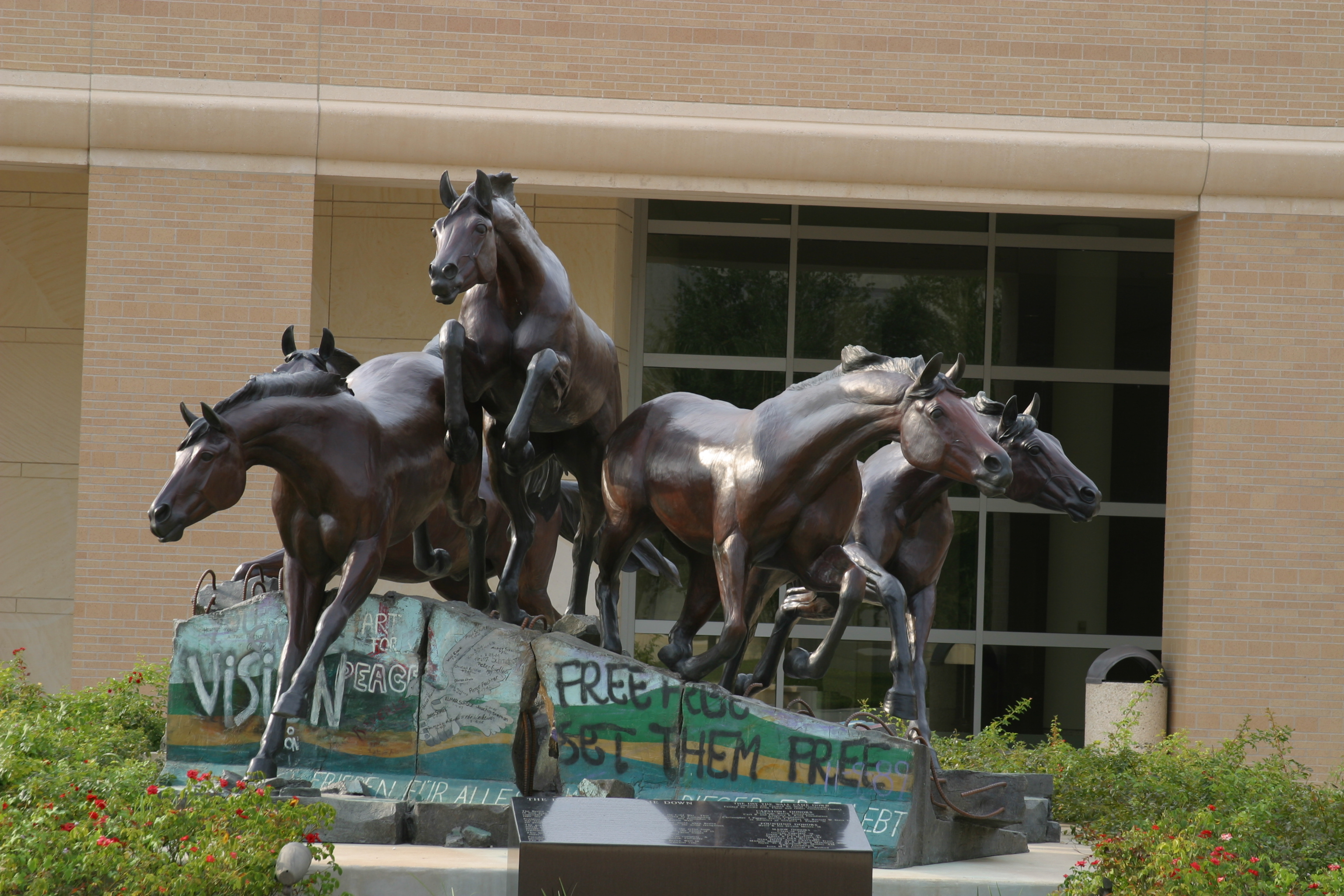
图书馆广场上的马匹雕像，以1989年柏林墙倒塌为主题，当时正是在老布什总统任期之内

乔治·H·W·布什总统图书馆暨博物馆于1997年11月6日揭幕，由Hellmuth, Obata and Kassabaum建筑师事务所设计。

## 老布希總統家族墓地
喬治·H·W·布希總統圖書館暨博物館內有一座布希家族墓地，裡面葬有以下三位家族成員：
老布希的大女兒蘿賓在1953年逝世後，原先葬於康乃狄克州的普特南公墓，2000年遷葬到圖書館的家族墓地。
2018年4月17日，前第一夫人芭芭拉·布希逝世，享壽92歲。21日在喬治·布希總統圖書館暨博物館的家族墓地下葬。
2018年11月30日，前總統喬治·H·W·布希辭世，享壽94歲。12月6日在華盛頓特區舉行國葬後，老布希的靈柩移靈回德州聖馬丁大教堂舉行葬禮。結束後以「4141號火車」（代表老布希是第41任美國總統）將靈柩運往大學城，最終葬在此圖書館家族墓地與其夫人和早逝的女兒蘿賓一起長眠。